# 前英格兰银行大厦 (曼彻斯特)
前英格兰银行大厦位于曼彻斯特，是一座历史悠久的银行建筑。它被确认为I级登录建筑，由曼彻斯特市议会维护，由查尔斯·罗伯特·科克雷尔设计并在1846年建成。